# Svartnäbbad törntyrann
Svartnäbbad törntyrann (Agriornis montanus) är en fågel i familjen tyranner inom ordningen tättingar.

## Utbredning och systematik
Svartnäbbad törntyrann förekommer i Anderna och delas in i fem underarter med följande utbredning:
- Agriornis montanus solitarius – Colombia och Ecuador
- Agriornis montanus insolens – Peru
- Agriornis montanus intermedius – västra Bolivia (La Paz och Oruro) till norra Chile (Tarapacá)
- Agriornis montanus montanus – östra och södra Bolivia och nordvästra Argentina (södra till La Rioja)
- Agriornis montanus maritimus – Chile och södra Argentina

Vissa urskiljer även taxonet fumosus med utbredning i centrala Argentina (Sierras de Córdoba).

## Status
Arten har ett stort utbredningsområde och beståndet anses stabilt. Internationella naturvårdsunionen IUCN listar den därför som livskraftig (LC).